# Литл-Айленд (станция)
Литл-Айленд — железнодорожная станция, открытая 10 ноября 1859 года и обеспечивающая транспортной связью одноимённый пригород в графстве Корк, Республика Ирландия.